# Famila Basket Schio 2023-2024
Questa voce raccoglie le informazioni riguardanti la Famila Basket Schio nelle competizioni ufficiali della stagione 2023-2024.

## Stagione
La stagione 2023-2024 è stata la trentaduesima consecutiva che la squadra scledense ha disputato in Serie A1.

## Verdetti stagionali
Competizioni nazionali
- Serie A1: (31 partite)

stagione regolare: 2º posto su 13 squadre (21-3);
play-off: vince contro Alama San Martino di Lupari (2-0)
semifinali:  vince contro Passalacqua Ragusa (2-0)
partite di finale: finale persa contro Venezia (0-3)
- Coppa Italia: (3 partite)

finale vinta contro Venezia (81-68).
- Supercoppa italiana: (2 partite)

finale persa contro Bologna (65-70).
Competizioni europee
- EuroLega: (14+3=17 partite)

stagione regolare: quarto posto nel gruppo A (9-5);
play-off: quarto di finale perso contro ZVVZ USK Praha (1-2).

## Organigramma societario
Staff dirigenziale 
- Presidente: Marcello Cestaro
- General Manager: Paolo De Angelis
- Responsabile Amministrativo: Maurizio Pozzan
- Responsabile Logistica: Giorgio Dalle Ore
- Club Manager: Ciro Scauzillo
- Responsabile Marketing: Nicolò Dalle Molle,Daniel Bertacche,Pablo Marcato,Paolo Marcato

 Staff tecnico 
- Allenatore: Georgios Dikaioulakos
- Assistente: Petros Prekas
- Assistente: Alessandro Fontana
- Preparatore atletico: Caterina Todeschini

 Staff medico 
- Medico: Giovanni Sambo
- Fisioterapista: Daniele Petroni
- Massaggiatore: Aldo Lucchin
- Osteopata: Giampaolo Cau

## Roster
| Famila Basket Schio | Famila Basket Schio |
| Giocatrici          | Staff tecnico       |
| ------------------- | ------------------- |

| 1  | Ungheria (bandiera)    | C  | Dorka Juhász             | 1999 | 196 cm |  |  |
| 4  | Italia (bandiera)      | C  | Martina Bestagno         | 1990 | 189 cm |  |  |
| 6  | Italia (bandiera)      | PG | Giorgia Sottana (C)      | 1988 | 176 cm |  |  |
| 7  | Slovenia (bandiera)    | G  | Ajsa Sivka               | 2005 | 190 cm |  |  |
| 8  | Italia (bandiera)      | PG | Costanza Verona          | 1999 | 170 cm |  |  |
| 11 | Porto Rico (bandiera)  | G  | Arella Guirantes         | 1997 | 180 cm |  |  |
| 14 | Italia (bandiera)      | G  | Martina Crippa           | 1989 | 178 cm |  |  |
| 22 | Argentina (bandiera)   | P  | Florencia Natalia Chagas | 2001 | 180 cm |  |  |
| 24 | Stati Uniti (bandiera) | G  | Robyn Lashae Parks       | 1992 | 185 cm |  |  |
| 31 | Italia (bandiera)      | C  | Jasmine Keys             | 1997 | 192 cm |  |  |
| 41 | Italia (bandiera)      | G  | Elisa Penna              | 1995 | 188 cm |  |  |
| 44 | Rep. Ceca (bandiera)   | C  | Julia Reisingerová       | 1998 | 194 cm |  |  |

| Allenatore                                                                                       |
| - Georgios Dikaioulakos                                                                          |
| Assistente/i                                                                                     |
| - Petros Prekas - Alessandro Fontana Legenda - (C) Capitano Roster Aggiornato al: 27 maggio 2024 |

## Statistiche

### Statistiche delle giocatrici
Campionato (stagione regolare e play-off)
| Giocatrice               | Partite | Partite | Min. | Pun | Tiri da 2 | Tiri da 2 | Tiri da 2 | Tiri da 3 | Tiri da 3 | Tiri da 3 | Tiri Liberi | Tiri Liberi | Tiri Liberi | Rimbalzi | Rimbalzi | Rimbalzi | Palle | Palle | Stopp. | Stopp. | Ass | Falli | Falli | Val. |
| Giocatrice               | Pr      | PG      | Min. | Pun | R         | T         | %         | R         | T         | %         | R           | T           | %           | D        | O        | T        | P     | R     | S      | D      | Ass | F     | S     | Val. |
| ------------------------ | ------- | ------- | ---- | --- | --------- | --------- | --------- | --------- | --------- | --------- | ----------- | ----------- | ----------- | -------- | -------- | -------- | ----- | ----- | ------ | ------ | --- | ----- | ----- | ---- |
| Martina Bestagno         | 31      | 31      | 607  | 185 | 53        | 114       | 46        | 7         | 26        | 27        | 58          | 77          | 75          | 96       | 42       | 138      | 35    | 10    | 2      | 5      | 31  | 53    | 89    | 269  |
| Florencia Natalia Chagas | 13      | 8       | 94   | 31  | 3         | 11        | 27        | 5         | 16        | 31        | 10          | 13          | 77          | 22       | 1        | 23       | 7     | 4     | 2      | 1      | 9   | 10    | 12    | 39   |
| Martina Crippa           | 31      | 31      | 534  | 117 | 19        | 44        | 43        | 22        | 58        | 38        | 13          | 14          | 93          | 59       | 20       | 79       | 15    | 34    | 2      |        | 34  | 36    | 29    | 178  |
| Arella Guirantes         | 29      | 27      | 721  | 323 | 85        | 201       | 42        | 36        | 89        | 40        | 45          | 52          | 87          | 88       | 28       | 116      | 69    | 30    | 7      | 6      | 73  | 37    | 55    | 314  |
| Dorka Juhász             | 24      | 23      | 505  | 270 | 108       | 170       | 64        | 10        | 33        | 30        | 24          | 48          | 50          | 124      | 47       | 171      | 25    | 20    | 4      | 5      | 35  | 25    | 50    | 388  |
| Jasmine Keys             | 29      | 28      | 670  | 198 | 49        | 86        | 57        | 19        | 52        | 37        | 43          | 56          | 77          | 98       | 38       | 136      | 40    | 31    | 3      | 8      | 68  | 56    | 62    | 321  |
| Martina Mutterle         | 9       | 2       | 23   | 2   | 1         | 5         | 20        | 0         | 1         | 0         |             |             |             | 2        |          | 2        | 1     | 2     |        |        | 2   | 1     |       | 1    |
| Robyn Lashae Parks       | 30      | 30      | 815  | 315 | 67        | 143       | 47        | 47        | 132       | 36        | 40          | 49          | 82          | 84       | 28       | 112      | 32    | 25    | 3      | 5      | 58  | 36    | 39    | 313  |
| Elisa Penna              | 29      | 28      | 405  | 141 | 29        | 52        | 56        | 17        | 61        | 28        | 32          | 36          | 89          | 50       | 7        | 57       | 19    | 14    |        | 2      | 28  | 53    | 32    | 131  |
| Giulia Pirozzi           | 1       | 0       |      | 0   |           |           |           |           |           |           |             |             |             |          |          |          |       |       |        |        |     |       |       |      |
| Julia Reisingerová       | 28      | 28      | 477  | 246 | 99        | 169       | 59        | 4         | 9         | 44        | 36          | 51          | 71          | 83       | 42       | 125      | 60    | 8     | 2      | 8      | 30  | 84    | 70    | 251  |
| Ajša Sivka               | 11      | 10      | 148  | 59  | 16        | 26        | 62        | 7         | 15        | 47        | 6           | 8           | 75          | 15       | 4        | 19       | 3     | 7     | 2      | 2      | 13  | 12    | 7     | 70   |
| Giorgia Sottana          | 31      | 30      | 587  | 264 | 53        | 111       | 48        | 42        | 90        | 47        | 32          | 40          | 80          | 47       | 2        | 49       | 47    | 23    | 2      | 3      | 122 | 42    | 61    | 317  |
| Costanza Verona          | 31      | 31      | 612  | 279 | 60        | 111       | 54        | 43        | 109       | 39        | 30          | 37          | 81          | 69       | 26       | 95       | 61    | 37    | 6      | 4      | 102 | 64    | 53    | 315  |